# La.mama Cocks
La.mama Cocks（ラママコックス）は、2014年に結成された日本のロックバンドである。

## 概要
-これまでのあらすじ-

１９７７年、Lamama Cocksは地球のロックシーンを侵略すべく、

☆shyder☆、神田和幸、RANDY-X、HIMAWARIは宇宙から向かっている途中、

まさかの時間軸のねじれ現象が起こり２０１７年に渋谷に不時着。

レコードを作る予定をCDに変更してファーストアルバムを発売したのであった。

-history- ,br>
2014年、ラズルの追悼ライブでmack shyder ueda（ギター・ボーカル、uedand）、HIMAWARI（ドラムス、DUSTAR-3、元SEX MACHINEGUNS）、河村"RANDY-X"剛（ベース、元HARLEM DEADS・元G.D.FLICKERS）、米山大輔（ギター、DOLLS）がLa.mama Cocks名義で出演した。2015年2月、DUSTAR-3のトラとして出演したtest.no、犬神サアカス團と3マンで実質上の活動を開始した。
2016年11月、音楽性の違いから、米山大輔が脱退した。
2017年2月、ゲストギタリストとしてレコーディングに参加していた神田和幸がメンバーとして加入した。同年4月、ファーストアルバム「La.mama Cocks」をリリースした。

## メンバー
- mack shyder ueda：ボーカル、ギター
- 神田和幸：ギター
- 河村"RANDY-X"剛：ベース
- HIMAWARI：ドラムス

## ディスコグラフィ

### アルバム
1. La.mama Cocks（2017年4月15日、RTGR-17415）
  1. Stomp It!!!
  2. La.mama Cocks
  3. Let Me In
  4. Vote Love
  5. One More Time
  6. Fujiyama Rock
  7. Are You Ready?
  8. Crazy Party
  9. Imitation Blues
  10. Awake Now?